# Villemontais
Villemontais é uma comuna francesa na região administrativa de Auvérnia-Ródano-Alpes, no departamento de Loire. Estende-se por uma área de 12,73 km². Em 2010 a comuna tinha 1 050 habitantes (densidade: 82,5 hab./km²).